# بخش بابل‌کنار
بخش بابل‌کنار یکی از بخش‌های شهرستان بابل در استان مازندران در شمال ایران است.

## تقسیمات کشوری
- بخش بابل‌کنار
  - دهستان بابل‌کنار
  - دهستان درازکلا

شهرها: مرزیکلا

## جمعیت
بنابر سرشماری مرکز آمار ایران، جمعیت بخش بابل کنار شهرستان بابل در سال ۱۳۸۵ برابر با ۲۴۹۵۵ نفر بوده‌است.

## مناطق دیدنی
- هفت آبشار
- لفور
- آبشار گزو
- رودخانه بابلرود
- جنگل‌های بکر